# Millà
Millà és un poble del municipi d'Àger, a la Noguera. L'any 2006 tenia 5 habitants. Està situat a la part oriental del terme, al peu dels monts de Millà, que culminen al Puig de Millà (1.025 m), els quals el separen de la Noguera Ribagorçana. Està comunicat a través de diverses pistes amb Corçà i Agulló i amb la carretera C-12 sota el port d'Àger.
El 1072 Arnau Mir de Tost prengué el castell de Millà, del qual es conserva una torre circular. A part del santuari de Sant Llobí, del segle xviii, també hi destaca l'església barroca de Sant Pere, les grans dimensions de la qual palesen la importància del poble, que era el segon més gran de la vall d'Àger.
A uns 5 km al sud del poble hi ha el caseriu dels Masos de Millà, que actualment supera en població el poble del qual pren el nom.
Fou municipi independent fins a meitat del segle xix quan s'incororà a Àger.